# Fernando García Tola
Fernando García Tola   (Valladolid, 5 de maig de 1945 - Madrid, 23 de juliol de 2003) va ser un periodista espanyol.

## Biografia
Considerat un dels creadors de televisió més significatius de la història d'aquest mitjà en Espanya, Tola es va traslladar a Madrid amb tan sols 19 anys per a emprendre carrera com escriptor.
El seu següent treball significatiu va ser al costat de Pilar Miró, com a guionista en el programa d'entrevistes Mónica de Medianoche (1973), que presentava Mònica Randall. Per aquesta època estrena la seva primera obra de teatre Alguien debe morir esta noche (1975), protagonitzada per Francisco Piquer i Charo Soriano.
No obstant això, l'èxit i el reconeixement li arriba a partir de 1977 quan se li ocorre la idea de combinar els tarannàs de Mercedes Milá i la llavors presentadora estrella de Televisió espanyola, Isabel Tenaille, en un programa d'entrevistes que va marcar una època en la història de TVE, Dos por dos.
El seu següent projecte també comptaria amb el suport del públic, un programa de varietats que portava imprès el seu estil personal de realització, Esta noche (1981-1982), que converteix Carmen Maura en una estrella del mitjà enormement popular al país.
En 1983 decideix posar-se davant de la càmera en el qual va ser el seu projecte més personal, Si yo fuera presidente, que es manté dues temporades en pantalla, i que li va valer el premi TP d'Or 1984 al millor presentador. Després seguirien Querido Pirulí (1988) i Corazón (1989).
En 1988 publicà un assaig titulat Cómo hacer absolutamente infeliz a un hombre, Cómo hacer absolutamente infeliz a una mujer, del qual es van arribar a fer gairebé quaranta edicions.
Amb l'arribada de les televisions privades va iniciar una aventura empresarial muntant l'empresa Local Cable S. a. per a iniciar el cablejat d'adaptació en algunes ciutats espanyoles.
En 1992 va intentar recuperar-se amb Carmen Maura i Encantados de conocerte a Antena 3. Tanmaetix, diferències amb l'actriu van provocar una sortida precipitada de Tola del programa, que va ser retirat de graella poques setmanes després pels seus baixos índexs d'audiència.
Va morir a causa de càncer el 23 de juliol de 2003.